# Paolo Silveri
Paolo Silveri (Ofena (provincia dell'Aquila), 28 de desembre, 1913 – Roma (Laci), 3 de juliol, 2001), va ser un baríton italià, actiu des dels anys quaranta fins als anys seixanta.

## Biografia
Va estudiar a Roma, primer de manera privada amb Luigi Perugini i després al Conservatori Santa Cecilia, també a la classe de Riccardo Stracciari, debutant en el registre de baix l'any 1939 a l'Òpera de Roma a Els mestres cantaires de Nuremberg. Després d'una interrupció per l'època bèl·lica i un altre període d'estudis, va debutar com a baríton el gener de 1944, de nou a l'Òpera de Roma, en el paper de Germont.
Va començar una ràpida carrera als teatres italians, inclòs en particular al San Carlo de Nàpols, fins al seu debut l'any 1949 en el paper de Conte di Luna a La Scala, on va tornar regularment fins al 1955. Al mateix temps, va actuar en els importants teatres estrangers: Royal London Opera House (des de 1946 de manera permanent fins als anys 50, cantant regularment òperes italianes traduïdes a l'anglès), Òpera de París, Viena, Glyndebourne. El 1950 va fer el seu debut al Metropolitan de Don Giovanni, interpretant més tard diversos altres papers, entre ells Rigoletto, el Marchese di Posa, Iago. També va aparèixer a Amèrica del Sud.
Va guanyar fama principalment per la seva interpretació dels grans papers de Verdi (especialment Rigoletto, que va interpretar en més de cinc-centes representacions), distingint-se també com Fígaro, Barnaba, Scarpia, Guillem Tell, Boris. També va actuar al registre de tenor, interpretant Otello a Dublín el 1959, però no va continuar amb el nou paper i va tornar als papers de baríton. Gràcies també a la seva presència escènica, va participar en la temporada de pel·lícules d'òpera italiana entre els anys 50 i 60, interpretant La Favorita al costat de Sophia Loren.
Es va retirar dels escenaris l'any 1968 amb una darrera actuació de Rigoletto a Budapest, amb la seva filla Silvia en el paper de Gilda. Més tard es va dedicar a la docència, fins i tot com a professor al conservatori, i va ser actiu com a operador cultural, especialment a Anglaterra i Irlanda. El 1983 va escriure una autobiografia que va ser traduïda a l'anglès.

## Repertori
| Rol                     | Títol                          | Autor           |
| ----------------------- | ------------------------------ | --------------- |
| Sir Riccardo            | I puritani                     | Bellini         |
| Escamillo               | Carmen                         | Bizet           |
| Igor                    | Kniaz' Igor                    | Borodin         |
| Hermann                 | Loreley                        | Catalani        |
| Vincenzo Gellner        | Wally                          | Catalani        |
| Enrico Ashton           | Lucia di Lammermoor            | Donizetti       |
| Alfonso XI              | La favorita                    | Donizetti       |
| Carlo Gérard            | Andrea Chénier                 | Giordano        |
| Gran Sacerdote d'Apollo | Alceste                        | Gluck           |
| Valentino               | Faust                          | Gounod          |
| Tonio/Taddeo            | Pagliacci                      | Leoncavallo     |
| Compare Alfio           | Cavalleria rusticana           | Mascagni        |
| Don Giovanni            | Don Giovanni                   | Mozart          |
| Boris Godunov           | Borís Godunov                  | Mússorgski      |
| Barnaba                 | La Gioconda                    | Ponchielli      |
| Colline Marcello        | La bohème                      | Puccini         |
| Barone Vitellio Scarpia | Tosca                          | Puccini         |
| Jack Rance              | La fanciulla del West          | Puccini         |
| Basilio                 | La fiamma                      | Respighi        |
| Figaro                  | El barber de Sevilla           | Rossini         |
| Guglielmo Tell          | Guglielmo Tell                 | Rossini         |
| Il Ciambellano          | L'usignolo                     | Ígor Stravinski |
| Nabucco                 | Nabucco                        | Verdi           |
| Don Carlo               | Ernani                         | Verdi           |
| Macbeth                 | Macbeth                        | Verdi           |
| Miller                  | Luisa Miller                   | Verdi           |
| Rigoletto               | Rigoletto                      | Verdi           |
| Conte di Luna           | Il trovatore                   | Verdi           |
| Giorgio Germont         | La traviata                    | Verdi           |
| Simon Boccanegra        | Simon Boccanegra               | Verdi           |
| Renato                  | Un ballo in maschera           | Verdi           |
| Don Carlo di Vargas     | La forza del destino           | Verdi           |
| Don Rodrigo di Posa     | Don Carlo                      | Verdi           |
| Amonasro                | Aida                           | Verdi           |
| Jago Otello             | Otello                         | Verdi           |
| Ford                    | Falstaff                       | Verdi           |
| Schwartz                | Die Meistersinger von Nürnberg | Wagner          |
| Tonio                   | Conchita                       | Zandonai        |

## Discografia

### Gravats d'estudi
- La traviata amb Adriana Guerrini, Luigi Infantino - dir. Vincenzo Bellezza Columbia 1946
- Don Carlo amb Mirto Picchi, Nicola Rossi-Lemeni, Maria Caniglia, Ebe Stignani, Giulio Neri - dir. Fernando Previtali Cetra 1951[1]
- Nabucco amb Caterina Mancini, Antonio Cassinelli, Mario Binci, Gabriella Gatti - dir. Fernando Previtali Cetra 1951
- Simon Boccanegra amb Antonietta Stella, Mario Petri, Carlo Bergonzi, Walter Monachesi - dir. Francesco Molinari Pradelli Cetra 1951
- Tosca amb Adriana Guerrini, Gianni Poggi - dir. Francesco Molinari Pradelli Cetra 1951
- La Gioconda amb Maria Callas, Fedora Barbieri, Gianni Poggi, Giulio Neri, Maria Amadini - dir. Antonino Votto Cetra 1952
- L'Arlesiana amb Pia Tassinari, Ferruccio Tagliavini, Gianna Galli - dir. Arturo Basile Cetra 1955

### Enregistraments en directe
- Macbeth, Torí-RAI 1949, con Lucy Kelston, Boris Christoff, Angelo Mercuriali, dir. Mario Rossi ed. Charles Handelman
- Un ballo in maschera, Edimburgo 1949, amb Mirto Picchi, Ljuba Welitsch, Jean Watson - dir. Vittorio Gui ed. Melodram/IDIS
- La bohème  (selez.), La Scala 1949, amb Margherita Carosio, Gianni Poggi, Alda Noni - dir. Victor De Sabata ed. Cetra/Myto
- Andrea Chénier (selez.), La Scala 1949, amb Mario Del Monaco, Renata Tebaldi - dir. Victor De Sabata ed. Cetra/Myto
- La traviata, Met 1950, amb Licia Albanese, Ferruccio Tagliavini - dir. Alberto Erede ed. Bongiovanni
- La traviata, Milano-RAI 1951, amb Lina Pagliughi, Giacinto Prandelli, dir. Mario Rossi ed. Lyric Distribution
- La traviata (selez.), Rio 1951, amb Renata Tebaldi, Giuseppe Campora, dir. Antonino Votto ed. Lyric Distribution/Opera Lovers
- Aïda (selez.), Rio 1951, amb Renata Tebaldi, Mario Filippeschi, Elena Nicolai, Giulio Neri, dir. Antonino Votto ed. Lyric Distribution
- Tosca (selez.), Rio 1951, amb Maria Callas, Gianni Poggi - dir. Antonino Votto ed. Voce/Archipel
- Falstaff (Ford), La Scala 1951, amb Mariano Stabile, Renata Tebaldi, Cesare Valletti, Cloe Elmo, Alda Noni - dir. Victor De Sabata ed. Cetra/Urania/Opera D'Oro
- Il trovatore, Napoli 1951, amb Giacomo Lauri Volpi, Maria Callas, Cloe Elmo, Italo Tajo - dir. Tullio Serafin ed. Cetra/Myto/Melodram/IDIS
- Rigoletto (selez.), Torino-RAI 1951, amb Dolores Wilson, Luigi Infantino, Giulio Neri, Fernanda Cadoni, dir. Mario Rossi ed. Lyric Distribution
- Don Giovanni, Met 1951, amb Ljuba Welitsch, Regina Resnik, Salvatore Baccaloni, Eugene Conley, dir. Fritz Reiner ed. Walhall
- Don Carlo, Met 1952, amb Richard Tucker, Jerome Hines, Delia Rigal, Fedora Barbieri, dir. Fritz Stiedry ed. Bensar/Walhall
- Carmen, Met 1952, amb Risë Stevens, Richard Tucker, Nadine Conner, dir. Fritz Reiner ed. Lyric Distribution
- Pagliacci, Met 1953, amb Mario Del Monaco, Delia Rigal, Renato Capecchi, dir. Alberto Erede ed. Bongiovanni/Opera Lovers
- Guglielmo Tell, Roma-RAI 1954, amb Mario Filippeschi, Margherita Benetti, Rafael Ariè - dir. Nino Sanzogno ed. Myto
- Alceste, La Scala 1954, amb Maria Callas, Rolando Panerai, Nicola Zaccaria, Giuseppe Zampieri, dir. Carlo Maria Giulini ed. Cetra/IDIS/Golden Melodram

## Pistes senzilles
- Il barbiere di Siviglia: Largo al factotum, Rigoletto: Cortigiani, Un ballo in maschera: Eri tu, Pagliacci: Si può (HMV 1946)
- Otello: Credo (HMV 1947)
- Don Giovanni: Deh vieni alla finestra, Il barbiere di Siviglia: Al pensar en aquell metall (amb Luigi Infantino), La favorita: Vien Leonora, A tanto amor, Faust: Dio possente (cantata in italiano), La traviata: Di provenza, La forza del destino: Urna fatale,  Rigoletto: Pari siamo, Il trovatore: Il balen, Don Carlo: Io morrò, Andrea Chenier: Nemico della patria (HMV 1948)
- Guglielmo Tell: Resta immobile, Le roi de Lahore: O chaste fleur (in ital.), Hérodiade: Vision fugitive (in ital.) (HMV 1949)
- La Gioconda: O monumento, Les Pêcheurs de perles: L'orage c'est calmè (in ital.) (HMV 1950)
- I puritani: Ah per sempre io ti perdei, Ernani: Oh de' verd'anni miei, Carmen: Votre toast (in ital.), Il principe Igor: Ahimè nel cor (HMV 1951)
- Hamlet: O vin dissipe la tristesse, Etre ou ne pas etre (in ital.) (HMV 1952)

### Col·leccions
- Paolo Silveri, artista tridimensional - conferències i lliçons de cant (1954 i 1972), entrevistes (1995/1996) i interpretacions inèdites, amb F. Molinari-Pradelli, F. Patanè, S. Robinson, F. Reiner, M. Erdelyi, Delia i Silvia Silveri, N. Conner, S. Baccaloni, Metropolitan Opera Orchestra, Budapest National Opera Orchestra, Radio Eireann Symphony Orchestra & Chorus, Covent Garden Chorus and Orchestra, Londres - i. Acord per a la música (AFM) - 1998